# Anders Boberg
Anders Boberg, född 10 februari 1678 i Uppsala, död 14 november 1756, var en svensk professor, rektor för Uppsala universitet. 
Anders Boberg var son till rådmannen i Uppsala Paulus Andreae och Katarina Larsdotter. Fadern avled när Anders var två år gammal, och han växte därför upp hos styvfadern Isak Boberg. Ännu inte nio år gammal, 1686, inskrevs Boberg vid Uppsala universitet där han handleddes av grekisten Johan Salenius. 1704 blev Boberg informator hos landshövdingen i Falun, Jonas Cedercreutz och stannade där i över tio år. 1718 blev han eloquentiae och moralis docent utan att ha tagit någon examen, och anställdes därefter vid universitetet som adjunkt i filosofi. Han begav sig på utrikes studieresa 1721, och han undervisades under denna av den tidens stora hebreister. Han återvände till Sverige 1723, och professuren i orientaliska språk hade då blivit vakant eftersom Olof Celsius d.ä. fått den ena professuren i teologi. Boberg fick professuren med motiveringen att han så länge varit adjunkt och att han studerat utomlands - hans konkurrent, universitetsbibliotekarien Andreas Norrelius ansågs ha alltför "träaktig begåvning", trots att han var disputerad och genom äktenskapet med Greta Benzelia måg till ärkebiskop Erik Benzelius d.y. som rekommenderat honom. Utnämningen av Boberg förvånade många.
Boberg v ar preses för 71 avhandlingar under sina år som professor. Han ägnade sig framför allt åt det hebreiska studiet, men också åt syriska, arabiska och arameiska. År 1750 kom ett kungligt beslut att dra in professuren i orientaliska språk till förmån för de naturvetenskapliga disciplinerna. Undervisning skulle i stället ske vid de teologiska professurena. År 1752 upphävde dock riksdagen denna nyordning.
Anders Boberg gifte sig 1731 med professor Eric Burmans änka Anna Elisabeth Reftelia, dotter till Johannes Reftelius. Hon avled 1743, och han gifte om sig tre år senare med Katarina Klint.